# CV-132
La carretera CV-132 és un enllaç entre la CV-10 a Sant Mateu amb la N-232 a Xert. És el camí més utilitzat per a arribar des de Sant Mateu cap a Morella, ja que la CV-10 es desvia en direcció la capital dels Ports cercant la Jana.

## Nomenclatura
La carretera CV-132 pertany a la xarxa de carreteres de la Generalitat Valenciana. El seu nom ve de la CV (que indica que és una carretera autonòmica del País Valencià) i el 132, és el número que rep aquesta carretera, segons l'ordre de nomenclatures de les carreteres del País Valencià.

## Municipis i zones d'interès pròxims
- Sant Mateu
- Xert